# Фёрдерер, Фриц
Фридрих Фёрдерер (нем. Friedrich Förderer; 5 января 1888, Карлсруэ — 20 декабря 1952, Веймар, Эрфурт) — немецкий футболист-любитель, участник футбольного турнира на Играх 1912 года.

## Биография
Фёрдерер был частью знаменитой команды «Карлсруэ ФФ» вместе с Готфридом Фуксом и Юлиусом Хиршем (убитым в Освенциме). В составе этой команды Фёрдерер в 1910 году стал чемпионом страны, а также выиграл 8 региональных чемпионатов, а также в 1912 году он был лучшим бомбардиром чемпионата Германии.
Был игроком сборной Германии, в составе которой, играл на ОИ-1912, где в матче утешительного турнира со сборной Российской империи забил 4 гола, а немцы одержали самую крупную победу в истории сборной со счётом 16:0; в том матче партнёр по команде Фукс забил 10 голов.
В 1917 году перешёл в «Галле 1896», в котором играл следующие восемь лет, а затем закончил карьеру.
Скончался 20 декабря 1952 года в Веймаре, не дожив 2 недели, до 65-летия.